# VI Wheat
VI Wheat is een Belgisch bier van hoge gisting.
Het bier wordt gebrouwen in Brasserie de Jandrain-Jandrenouille te Jandrain-Jandrenouille, Waals-Brabant. Het is een stroblond bier met een alcoholpercentage van 6%. Dit is geen typisch tarwebier, de typische kruiden (koriander en Curaçao) zijn vervangen door specifieke hopvariëteiten die een aroma van lychee en mango geven.